# 리비아의 국가
리비아, 리비아, 리비아(아랍어: ليبيا ليبيا ليبيا)는 리비아의 국가이다. 알바시르 알아레비가 작사. 무함마드 압델 와하브가 작곡하였다.
이 노래는 1951년부터 1969년까지 사용된 리비아 왕국의 국가였다가 1969년 무아마르 카다피가 쿠데타로 집권함에 따라 폐지되었으며, 그 후에는 알라는 위대하시다를 사용하였다. 그러다가 2011년, 카다피 정권이 무너지고 리비아국이 들어서자 리비아의 국가로 다시 쓰이고 있다. 보통 이드리스 국왕을 찬양하는 내용이 담긴 3절은 빼고 부른다.

## 가사
후렴
يا بلادي يا بلادي
بجهادي وجلادي
ادفعي كيد الأعادي والعوادي
واسلمي اسلمي اسلمي
اسلمي طول المدى
إننا نحن الفداء
ليبيا ليبيا ليبيا
1절
يا بلادي أنت ميراث الجدود

لارعى الله يداً تمتد لك

فاسلمي إنا على الدهر جنود

لا نبالي إن سلمت من هلك

وخذي منا وثيقات العهود

إننا يا ليبيا لن نخذلك

لن نعود للقيود

قد تحررنا وحررنا الوطن

ليبيا ليبيا ليبيا
후렴
2절
جرّد الأجداد عزماً مرهفا

يوم ناداهم منادٍ للكفاح

ثم ساروا يحملون المصحفا

باليد الأولى وبالأخرى السلاح

فإذا في الكون دين وصفا

وإذا العالم خير وصلاح

فالخلود … للجدود

إنهم قد شرفوا هذا الوطن

ليبيا ليبيا ليبيا
후렴
3절
حيّ إدريس سليل الفاتحين

إنه في ليبيا رمز الجهاد

حمل الراية فينا باليمين

وتبعناه لتحرير البلاد

فانثنى بالملك والفتح المبين

وركزنا فوق هامات النجاد

رايةً حرّةً ظللت بالعز أرجاء الوطن

ليبيا ليبيا ليبيا
후렴
4절
يا ابن ليبيا يا ابن آساد الشرى

إننا للمجد والمجدُ لنا

مذ سرونا حمد القوم السرى

بارك الله لنا استقلالنا

فابتغوا العلياء شأواً في الورى

واستعدوا للوغى أشبالنا

للغلاب … يا شباب

إنما الدنيا كفاح للوطن

ليبيا ليبيا ليبيا

## 라틴어 음역
Chorus
Ya Biladi Ya Biladi
Bijihadi Wajiladi
Idfa'i Kaydal A'adi Wal'awadi
Waslami Islami Islami
Islami Tulal Mada
Innana Nahnul Fida
Libiya Libiya Libiya.
1절
Yabiladi Anti Mirathul Judud
La Ra'allahu Yadan Tamtaddu Lak
Faslami Inna 'Aladdahri Junud
La Nubali In Salimti Man Halak
Wakhudi Minna Wathiqatil 'Uhud
Innana Ya Libiya Lan Nakhdilak
Lanna'ud Lil Quyud
Qadd Taharrarna Waharrarnal Watan
Libiya Libiya Libiya.
2절
Jurd Aljdad ‘Azma Murhafa
Yuwm Nadahm Munad Llikifah
Thm Sarwa Yhmlwn Almushafa
Bilialyd Alwla Wbalkhra Alsilah
Fadha Fi Al'Kwn Din Wasafa
Wadha Al‘alm Khayr Wasalah
Falkhlwd … Milljudwd
Anhm Qd Shrfwa Hdha Al Watn
Libiya Libiya Libiya
3절
Hy 'Iidris Salil Alfatihin
'Innah Fi Libia Ramz Aljhad
Haml Alrrayat Fina Bialyamin
Watabaenah Litahrir Albilad
Fanthanaa Bialmulk Walfath Almubin
Warakkazna Fawq Hamat Alnnajad
Raytan Hrrtan
Zalalat Bialez 'Arja' Alwatan
Libia Libia Libia
4절
Ya Abn Libia Ya Abn Asad Alshsharaa
'Innana Lilmajd Walmjd Lana
Madh Suruna Hamd Alqawm Alssuraa
Bark Alllah Lana Aistiqlalana
Fabtaghuu Alealya' Shawaan Fi Alwaraa
Waistaeaddu Lilawghaa 'Ashbalana
Lilghilab ... Ya shabab
'Innama Alddunya Kifah Lilwatan
Libia Libia Libia

## 해석

### 한국어
후렴
나의 조국! 나의 조국!
나의 완강한 투쟁에,
나의 꾸준한 노력에,
차례로 적과 역경을 모두 무너뜨리고
해방이 된 것은, 우리들이 목숨을 바쳤기 때문이다,
리비아, 리비아, 리비아!
1절
나의 조국이여! 그대는 할아버지의 유산이었네
신이 모든 손을 던지고 너를 해쳤다고 하지만
군대는 언제든지 너를 이길려고 하네
우리는 오래 살기 위해 누군가가 죽어도 신경 쓰지 않네
우리는 진지한 서약을 받았네
그대는 우리 - 오 리비아여 - 를 위해 지지 않을 것이네
우리는 인질로 돌아가지 않을 것이다, 우리는 자유로울 것이다
그리고 우리의 조국은 자유로울 것이다
리비아, 리비아, 리비아!
2절
그들이 발버둥칠 때,
우리 할아버지께서는 그들의 칼을 갖고 오셨다네
손으로 신성한 꾸란을 들거라,
그렇지 않으면 칼을 그들에게 뺏기느리라
그들은 자신의 땅을 넓히기 위해 전쟁을 벌이지만,
온 세상은 평화롭고 번창할 것이다
그들이 우리의 성실을 지을 때.
그들은 영원하리라
리비아, 리비아, 리비아!
3절
정복자의 후손 이드리스를 찬양하랴
그는 발버둥치는 제하드의 그림이었다네
그는 우리의 깃발을 높이 들었다네
우리는 우리 땅의 자유를 위해 그를 따랐도다
그는 왕위의 영광을 만들었다네
리비아의 하늘,
자유로운 깃발,
번영하는 조국을 뛰어넘으리.
리비아, 리비아, 리비아!
4절
리비아의 아들, 사자의 아들인 이드리스는
우리의 영광이요,
영광은 당신의 것이라네
우리가 스스로를 발버둥칠 때, 모든 백성들이 발버둥쳤다네
하느님이 우리의 독립을 도와주셨을 때,
가장 높은 곳을 찾았도다
젊은이들이여, 발버둥 칠 준비를 하거라
삶은 우리 조국의 영광을 위한 전쟁이네
리비아, 리비아, 리비아!